# Jacques Beaudoin
Pour les articles homonymes, voir Beaudoin.
Jacques Beaudoin, né en 1935 à Sainte-Brigitte-de-Laval et mort le 26 juillet 2025 à Boucherville, est un policier québécois qui occupe le poste de directeur général de la Sûreté du Québec de 1974 à 1988. 

## Biographie
Il commence sa carrière en 1958 comme gendarme. Il exerce différentes fonctions dans plusieurs régions du Québec, notamment à Québec, Sept-Îles et en Gaspésie. Il devient ensuite instructeur à l'Institut de police du Québec à Nicolet. Alors capitaine, il devient le chef du nouveau Service de la formation et du perfectionnement,. Il est promu directeur général adjoint en 1973, puis directeur général le 1er octobre 1974. Il occupe ce poste pendant 14 ans, jusqu'en octobre 1988, ce qui constitue la plus longue durée de fonction pour un directeur général de la SQ dans son histoire récente. 
En 1976, à l'occasion du relais de la flamme olympique des Jeux Olympiques de Montréal, il est présent lorsque la Sûreté du Québec, en reconnaissance de son rôle dans la sécurité de l'événement, porte le flambeau au kilomètre 150 du parcours en sol canadien.
Après son départ à la retraite, il poursuit sa carrière dans l'administration publique comme sous-ministre du ministère de la Sécurité publique du Québec jusqu'en novembre 1991.
Il meurt le 26 juillet 2025 à Boucherville à l'âge de 90 ans. 

## Distinctions
- 1996 -  Membre de l'Ordre du Canada
- Médaille du Centenaire de la Confédération 1967
- Médaille de la confédération (125e anniversaire)
- Médaille du jubilé d'argent de la reine
- Médaille du jubilé d'or de la reine
- Médaille du Très vénérable ordre de Saint-Jean
- Médaille de la Police canadienne pour service distingués : 20 ans, 25 ans avec feuille d'érable et 30 ans.